# 이승현 (농구 선수)
이승현(李承炫, 1992년 4월 16일~)은 대한민국의 농구 선수로 포지션은 센터와 파워 포워드이다. 현재 한국프로농구(KBL)의 부산 KCC 이지스 소속으로 활동하고 있다. 2014년 KBL 드래프트에서 전체 1순위로 고양 오리온스의 지명을 받았다. 

## 프로 데뷔 이후
데뷔 첫 시즌부터 팀의 주축으로 활약하였으며, 시즌이 끝난후 압도적인 74표로 신인상을 수상하였다. (김준일은 25표)
2015-2016시즌 챔피언결정전에서 우수한 활약을 펼쳐 최우수 선수상을 수상하였다.

## 상무 농구단시절
2016-2017시즌이 끝난 후 상무에 지원하여 합격하였다. 입대일은 2017년 5월 8일이며, 2월 7일에 제대하였다.

## 전주 KCC 이지스 시절
2022년 5월 23일 허웅이랑 같이 전주 KCC 이지스로 이적하였다.24일날 입단 기자회견을 진행할 예정이라고 한다.